# Temporada 2001 de Indy Racing League
Temporada de 2001 de la Indy Racing League (IRL) O (Indy Racing Northern Light Series), Esta edición se anexaron cinco carreras y la pérdida de una para completar un total a 13.
Chip Ganassi Racing volvió a la Indy 500 con cuatro coches y a este se unieron el legendario ganador Penske Racing y el equipo Team Kool Green. Muchos equipos de la serie CART dejaron en claro su intención de entrar en la IRL dadas a las dificultades financieras de su serie. En su segundo año en la serie, Sam Hornish Jr. ganó 3 carreras en su camino al campeonato, mientras que el menos consistente fue Buddy Lazier, que ganó cuatro carreras camino al segundo lugar en su defensa del título.

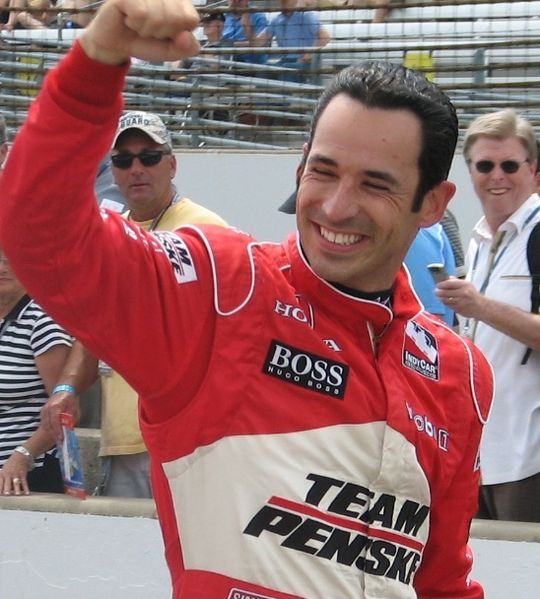
Helio Castroneves, ganador de varias ediciones de la Indy 500 con el equipo Penske en las ediciones 2001, 2002 y 2009

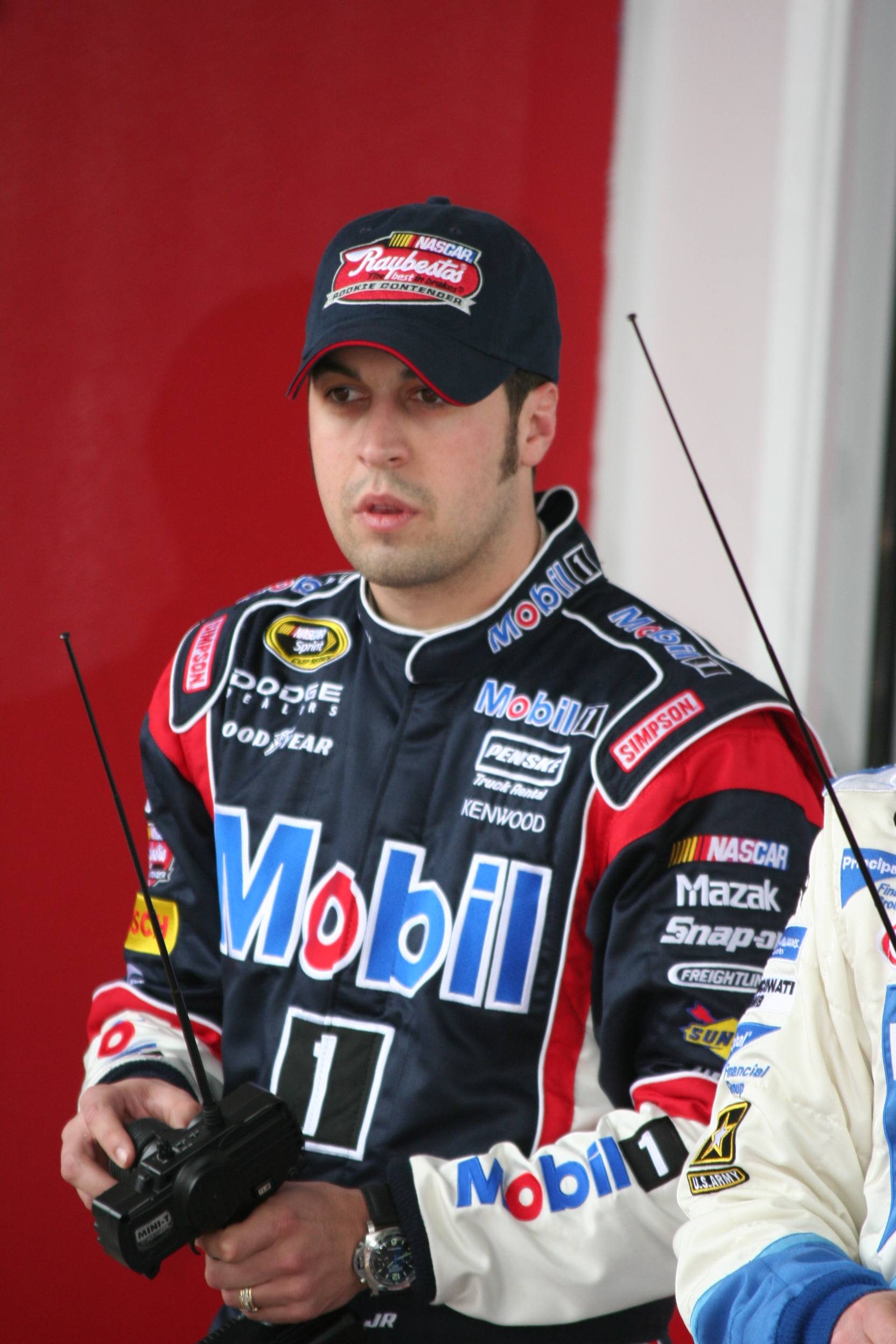
El Novato Sam Hornish Jr. Gana por primera vez la IRL en el año 2001.

## Calendario
| Ronda | Fecha        | Carrera                        | Pista                            | Localización        | Pole position    | Vuelta rápida    | Piloto con más vueltas lideradas | Ganador           |
| ----- | ------------ | ------------------------------ | -------------------------------- | ------------------- | ---------------- | ---------------- | -------------------------------- | ----------------- |
| 1     | Marzo 18     | Pennzoil Copper World Indy 200 | Phoenix International Raceway    | Phoenix, Arizona    | Greg Ray         | Billy Boat       | Sam Hornish, Jr.                 | Sam Hornish, Jr.  |
| 2     | Abril 8      | Infiniti Grand Prix of Miami   | Homestead-Miami Speedway         | Homestead, Florida  | Jeff Ward        | Sam Hornish, Jr. | Sam Hornish, Jr.                 | Sam Hornish, Jr.  |
| 3     | Abril 29     | } zMax 500                     | Atlanta Motor Speedway           | Hampton, Georgia    | Greg Ray         | Greg Ray         | Greg Ray                         | Greg Ray          |
| 4     | Mayo 27      | 85th Indianapolis 500          | Indianapolis Motor Speedway      | Speedway, Indiana   | Scott Sharp      | Sam Hornish, Jr. | Hélio Castroneves                | Hélio Castroneves |
| 5     | Junio 9      | Casino Magic 500               | Texas Motor Speedway             | Fort Worth, Texas   | Mark Dismore     | Eddie Cheever    | Greg Ray                         | Scott Sharp       |
| 6     | Junio 17     | Radisson Indy 200              | Pikes Peak International Raceway | Fountain, Colorado  | Greg Ray         | Billy Boat       | Sam Hornish, Jr.                 | Buddy Lazier      |
| 7     | Junio 30     | SunTrust Indy Challenge        | Richmond International Raceway   | Richmond, Virginia  | Jaques Lazier    | Buddy Lazier     | Buddy Lazier                     | Buddy Lazier      |
| 8     | Julio 8      | { Ameristar Casino Indy 200    | Kansas Speedway                  | Kansas City, Kansas | Scott Sharp      | Mark Dismore     | Eddie Cheever                    | Eddie Cheever     |
| 9     | Julio 21     | Harrah's 200                   | Nashville Superspeedway          | Lebanon, Tennessee  | Greg Ray         | Buddy Lazier     | Sam Hornish, Jr.                 | Buddy Lazier      |
| 10    | Agosto 12    | Belterra Resort Indy 300       | Kentucky Speedway                | Sparta, Kentucky    | Scott Sharp      | Mark Dismore     | Scott Sharp                      | Buddy Lazier      |
| 11    | Agosto 26    | Gateway Indy 250               | Gateway International Raceway    | Madison, Illinois   | Sam Hornish, Jr. | Robbie Buhl      | Sam Hornish, Jr.                 | Al Unser Jr.      |
| 12    | Septiembre 2 | Delphi Indy 200                | Chicagoland Speedway             | Joliet, Illinois    | Jaques Lazier    | Robbie Buhl      | Jaques Lazier                    | Jaques Lazier     |
| 13    | Octubre 6    | Chevy 500                      | Texas Motor Speedway             | Fort Worth, Texas   | Sam Hornish, Jr. | Felipe Giaffone  | Sam Hornish, Jr.                 | Sam Hornish, Jr.  |

- Todas las carreras de la temporada 2001 de la Indy Racing League se disputaron en Ovalos.

## Campeonato de pilotos
| Pos | Piloto                 | PHX | HOM | ATL | INDY | TXS | PIK | RIR | KAN | NSH | KTY | GAT | CHI | TXS | Pts |
| --- | ---------------------- | --- | --- | --- | ---- | --- | --- | --- | --- | --- | --- | --- | --- | --- | --- |
| 1   | Sam Hornish, Jr.       | 1*  | 1*  | 4   | 14   | 3   | 2*  | 2   | 2   | 6*  | 3   | 3*  | 2   | 1*  | 503 |
| 2   | Buddy Lazier           | 3   | 20  | 6   | 18   | 4   | 1   | 1*  | 5   | 1   | 1   | 13  | 11  | 17  | 398 |
| 3   | Scott Sharp            | 4   | 8   | 2   | 33   | 1   | 8   | 5   | 17  | 5   | 2*  | 8   | 25  | 2   | 355 |
| 4   | Billy Boat             | 5   | 13  | 14  | 9    | 5   | 4   | 18  | 9   | 2   | 6   | 6   | 12  | 12  | 313 |
| 5   | Eliseo Salazar         | 2   | 3   | 5   | 7    | 7   | 14  | 12  | 7   | 11  | 15  | 17  | 18  | 4   | 308 |
| 6   | Felipe Giaffone        | 6   | 4   | 10  | 10   | 2   | 7   | 11  | 4   | 8   | 8   | 20  | 10  | 21  | 304 |
| 7   | Al Unser Jr.           | 23  | 6   | 17  | 30   | 8   | 11  | 3   | 20  | 14  | 4   | 1   | 8   | 6   | 287 |
| 8   | Eddie Cheever          | 19  | 9   | 24  | 26   | 12  | 6   | 13  | 1*  | 15  | 21  | 4   | 3   | 18  | 261 |
| 9   | Buzz Calkins           | 9   | 16  | 3   | 12   | 15  | 15  | 10  | 13  | 9   | 16  | 22  | 9   | 10  | 242 |
| 10  | Airton Daré            | 10  | 23  | 9   | 8    | 19  | 5   | 15  | 6   | 17  | 20  | 9   | 19  | 7   | 239 |
| 11  | Jeff Ward              | 7   | 5   | 7   | 24   | 16  | 12  | 8   | Wth | 20  | 10  | 7   | 4   | 24  | 238 |
| 12  | Robbie Buhl            | 11  | 24  | 20  | 15   | 21  | 3   | 9   | 21  | 13  | 9   | 5   | 22  | 3   | 237 |
| 13  | Shigeaki Hattori       | 13  | 15  | 8   | DNQ  | 10  | DNS | 14  | 8   | 7   | 7   | 15  | 21  | 16  | 215 |
| 14  | Mark Dismore           | 25  | 7   | 26  | 16   | 20  | 13  | 6   | 11  | 16  | 22  | 2   | 17  | 23  | 205 |
| 15  | Donnie Beechler        |     |     |     | 25   | 6   | 16  | 7   | 3   | 10  | 5   | 14  | 5   |     | 204 |
| 16  | Robby McGehee          | 8   | 12  | 21  | 11   | 14  |     |     | 10  | 4   | 18  | 10  | 20  | 14  | 196 |
| 17  | Jaques Lazier          |     |     |     | 22   | 9   | 17  | 19  | 18  | 3   | 12  | 16  | 1*  | 20  | 195 |
| 18  | Greg Ray               | 22  | 21  | 1*  | 17   | 11* | 18  | DNS | 14  | 18  | 13  |     |     | 8   | 193 |
| 19  | Sarah Fisher           | 17  | 2   | 11  | 31   | 18  | 10  | 17  | 12  | 19  | 19  | 11  | 24  | 25  | 188 |
| 20  | Didier André           | 27  | 10  | 13  | DNQ  | 17  | 19  | 4   | 16  | 21  | 11  | 12  | 13  | 15  | 188 |
| 21  | Billy Roe              |     |     |     |      | 13  | 20  | 20  | 22  | 12  | 14  | 23  | 23  | 22  | 101 |
| 22  | Jeret Schroeder        | 26  | 14  | 19  | 20   | 23  |     | 16  | 15  |     |     |     |     |     | 77  |
| 23  | Jon Herb               |     | 25  | 16  | 27   | DNS |     |     | 19  |     |     |     | 15  | 9   | 70  |
| 24  | Hélio Castroneves      | 18  |     |     | 1*   |     |     |     |     |     |     |     |     |     | 64  |
| 25  | Rick Treadway          |     |     |     | 17   |     | 14  | 5   |     |     |     |     |     |     | 59  |
| 26  | Davey Hamilton         | 12  | 19  | 18  | 23   | 24  |     |     |     |     |     |     |     |     | 54  |
| 27  | Richie Hearn           |     |     |     | DNQ  |     | 9   |     |     |     |     |     | 6   |     | 50  |
| 28  | Gil de Ferran          | 24  |     |     | 2    |     |     |     |     |     |     |     |     |     | 46  |
| 29  | Laurent Rédon          |     |     |     |      |     |     |     |     |     |     |     | 7   | 11  | 45  |
| 30  | Brandon Erwin          | 14  | 17  | 27  | DNQ  | 22  |     |     |     |     |     |     |     |     | 40  |
| 31  | Casey Mears            | 20  | 11  | 23  | DNQ  |     |     |     |     |     |     |     |     |     | 36  |
| 32  | Stan Wattles           | 16  | 26  | 12  | DNQ  |     |     |     |     |     |     |     |     |     | 36  |
| 33  | Chris Menninga         |     |     |     |      |     |     |     |     |     |     | 19  | 16  | 19  | 36  |
| 34  | Michael Andretti       |     |     |     | 3    |     |     |     |     |     |     |     |     |     | 35  |
| 35  | Stéphane Grégoire      | 21  | 22  | 15  | 28   | DNQ |     |     |     |     |     |     |     |     | 34  |
| 36  | Jimmy Vasser           |     |     |     | 4    |     |     |     |     |     |     |     |     |     | 32  |
| 37  | Bruno Junqueira        |     |     |     | 5    |     |     |     |     |     |     |     |     |     | 30  |
| 38  | Anthony Lazzaro        |     |     |     |      |     |     |     |     |     |     | 18  |     | 13  | 29  |
| 39  | Tony Stewart           |     |     |     | 6    |     |     |     |     |     |     |     |     |     | 28  |
| 40  | Cory Witherill         |     |     | 22  | 19   |     |     |     |     |     |     |     |     |     | 19  |
| 41  | Arie Luyendyk          |     |     |     | 13   |     |     |     |     |     |     |     |     |     | 17  |
| 42  | Tyce Carlson           | 15  |     |     | DNQ  |     |     |     |     |     |     |     |     |     | 15  |
| 43  | John Hollansworth, Jr. |     | 18  |     |      |     |     |     |     |     |     |     |     |     | 12  |
| 44  | Alex Barron            |     |     |     |      |     |     |     |     |     |     | 21  |     |     | 9   |
| 45  | Robby Gordon           |     |     |     | 21   |     |     |     |     |     |     |     |     |     | 9   |
| 46  | Dr. Jack Miller        |     |     | 25  | DNQ  |     |     |     |     |     |     |     |     |     | 5   |
| 47  | Nicolas Minassian      |     |     |     | 29   |     |     |     |     |     |     |     |     |     | 1   |
| 48  | Scott Goodyear         |     |     |     | 32   |     |     |     |     |     |     |     |     |     | 1   |
| -   | Raul Boesel            |     |     |     | DNQ  |     |     |     |     |     |     |     |     |     | 0   |
| -   | Memo Gidley            |     |     |     | DNQ  |     |     |     |     |     |     |     |     |     | 0   |
| -   | Roberto Guerrero       |     |     |     | DNQ  |     |     |     |     |     |     |     |     |     | 0   |
| -   | Jim Guthrie            |     |     |     | DNQ  |     |     |     |     |     |     |     |     |     | 0   |
| -   | Jimmy Kite             |     |     |     | DNQ  |     |     |     |     |     |     |     |     |     | 0   |
| -   | Steve Knapp            |     |     |     | DNQ  |     |     |     |     |     |     |     |     |     | 0   |
| -   | John Paul, Jr.         |     |     |     | DNQ  |     |     |     |     |     |     |     |     |     | 0   |
| -   | Lyn St. James          |     |     |     | DNQ  |     |     |     |     |     |     |     |     |     | 0   |
| -   | Johnny Unser           |     |     |     | DNP  |     |     |     |     |     |     |     |     |     | 0   |
| -   | Johnny Herbert         |     |     |     |      |     |     |     |     |     |     |     |     | DNP | 0   |
| Pos | Piloto                 | PHX | HOM | ATL | INDY | TXS | PIK | RIR | KAN | NSH | KTY | GAT | CHI | TXS | Pts |

| Color       | Resultado                            |
| ----------- | ------------------------------------ |
| Oro         | Ganador                              |
| Plata       | 2.º lugar                            |
| Bronce      | 3.º lugar                            |
| Green       | 4.º & 5.º lugar                      |
| Celeste     | 6.º-10.º lugar                       |
| Azul oscuro | Finalizó (fuera del Top 10)          |
| Morado      | No finalizó (Ret)                    |
| Rojo        | No se clasificó (DNQ)                |
| Marrón      | Retiro antes del fin de semana (Wth) |
| Negro       | Descalificado (DSQ)                  |
| Blanco      | No largó la carrera (DNS)            |
| Blanco      | No participó (DNP)                   |
| Blanco      | No compitió                          |

| Anotaciones    | |
| Negrita        | Pole position |
| Cursiva        | Vuelta rápida |
| *              | Lideró más vueltas (2 puntos)                                                                                     |
| DNS            | Aunque el piloto clasificó pero que no largó la carrera (DNS), consigue los puntos como si hubiera formado parte. |
| Novato del Año | |
| Novato         | |

| Color       | Resultado                            |
| ----------- | ------------------------------------ |
| Oro         | Ganador                              |
| Plata       | 2.º lugar                            |
| Bronce      | 3.º lugar                            |
| Green       | 4.º & 5.º lugar                      |
| Celeste     | 6.º-10.º lugar                       |
| Azul oscuro | Finalizó (fuera del Top 10)          |
| Morado      | No finalizó (Ret)                    |
| Rojo        | No se clasificó (DNQ)                |
| Marrón      | Retiro antes del fin de semana (Wth) |
| Negro       | Descalificado (DSQ)                  |
| Blanco      | No largó la carrera (DNS)            |
| Blanco      | No participó (DNP)                   |
| Blanco      | No compitió                          |

| Anotaciones    | |
| Negrita        | Pole position |
| Cursiva        | Vuelta rápida |
| *              | Lideró más vueltas (2 puntos)                                                                                     |
| DNS            | Aunque el piloto clasificó pero que no largó la carrera (DNS), consigue los puntos como si hubiera formado parte. |
| Novato del Año | |
| Novato         | |

En cada carrera, el sistema de puntuación es la siguiente:
| Posición | 1  | 2  | 3  | 4  | 5  | 6  | 7  | 8  | 9  | 10 | 11 | 12 | 13 | 14 | 15 | 16 | 17 | 18 | 19 | 20 | 21 | 22 | 23 | 24 | 25 | 26 | 27 | 28 | 29 | 30 | 31 | 32 | 33 |
| -------- | -- | -- | -- | -- | -- | -- | -- | -- | -- | -- | -- | -- | -- | -- | -- | -- | -- | -- | -- | -- | -- | -- | -- | -- | -- | -- | -- | -- | -- | -- | -- | -- | -- |
| Puntos   | 50 | 40 | 35 | 32 | 30 | 28 | 26 | 24 | 22 | 20 | 19 | 18 | 17 | 16 | 15 | 14 | 13 | 12 | 11 | 10 | 9  | 8  | 7  | 6  | 5  | 4  | 3  | 2  | 1  | 1  | 1  | 1  | 1  |

- El desempate en puntos se determina por el número de victorias, seguido por el número de 2° lugares, 3° lugares, etc, y luego por el número de posiciones de en cuanto al número de poles, seguido por el número de veces haber calificado en segundo lugar, etc.